# Salacia buski
Salacia buski är en nässeldjursart som först beskrevs av George James Allman 1876.  Salacia buski ingår i släktet Salacia och familjen Sertulariidae. Inga underarter finns listade i Catalogue of Life.